# Paleornitologia
A paleornitologia é a área da paleontologia responsável pelo estudo das aves fósseis e da evolução do grupo. Estudos na área tiveram início com a descoberta de Archaeopteryx lithographica do Jurássico Superior da Europa.  A origem do grupo é um dos assuntos mais abordados pelos paleornitólogos, sendo a relação entre as aves e os dinossauros terópodes, um dos principais alvos de investigação. Trabalhos com descrição de novas espécies são raros, mas promissores, aumentando ainda mais a lista de aves fósseis.
Alguns Paleornitolólogos notáveis são Storrs L. Olson , Alexander Wetmore , Alan Feduccia ,Hildegarde Howard, Loye Holmes,  Cécile Mourer-Chauviré , Philip Ashmole , Pierce Brodkorb , Trevor H. Worthy , Zhou Zhonghe , Yevgeny Kurochkin , Bradley C. Livezey , Gareth J. Dyke , Luis M. Chiappe , Gerald Mayr e David Steadman.
No Brasil, o principal pesquisador e pioneiro na área da paleornitologia é Herculano Marcos Ferraz de  Alvarenga

Referências
1. ↑  Sick, Helmut. Ornitologia brasileira. Vol. 3. Editora Nova Fronteira, 2001.